# Református kerektemplom (Szilvásvárad)
Magyarország egyetlen és Európa legnagyobb (közel 35 m magas és 22 m átmérőjű) református kerektemploma (műemléki nyilvántartási száma: 2153). Szinte a település szimbólumává vált, egyes feltételezések szerint - a régi templom helyén - 1837-40 között épült. Ez azonban még a mai napig vitatott. Az azonban egészen biztos, hogy építőmestere Povolny Ferenc egri építész és építtetője gróf Keglevich Miklós, a falu földesura volt. A harangtorony 1200-as (más információk szerint 1488-ból) évekből származó öregharangja, a Magyar Nemzeti Múzeum harangnyilvántartása szerint az ország legrégebbi harangjai között szerepel. A templom érdekessége a különleges forma és mérete mellett, hogy gróf Keglevich Miklós katolikus vallású volt, és a mendemondák szerint az épületet eredetileg katolikus templomnak szánta, de az egri Pyrker érsekkel való nézeteltérése miatt a gróf az épülő templomot a református egyháznak adományozta. Az építésben való segítségét egy feltételhez kötötte: a templom homlokzatára az alábbi bibliai idézetnek kellett felkerülnie: „Szégyenüljenek meg a faragott képeknek minden szolgái.”

## A templom története
A Perényiek voltak a protestáns hit első terjesztői Szilváson. Az „akié a föld, azé a vallás” elve (cuius regio, eius religio) alapján a földesúr által elfogadott hitet kellett a jobbágyainak is követnie. A köznép általában nem lelkesedett a vagyonát, és hatalmát is folytonosan növelni akaró katolikus egyházért, így nem volt csodálható a protestantizmus gyors előretörése. Mindezzel együtt Szilváson elég későn, 1576-ban jött létre a reformált egyház. A reformátusok használták a középkori templomot, amit az 1595. évi egyházi összeírás is megerősít. Egy korabeli feljegyzés szerint ezt a 16. században meglevő templomot a cseh husziták építhették a 15. század folyamán, és már nem volt azonos a korábbi, középkori templommal. Pesty Frigyes (1823-1889) adatgyűjtése szerint „a csehek által épített templom csak 1840 évben hányattatott el, s nem messze a helyétől más templom építetett, mely kerekségéről még azért is nevezetes, hogy tüle valami 100 lépésnyire fekvő ú.n. Sánczból, ha kiáltanak felé, három tisztán kiejtő silabával felel”. Az egyik szilvási egyházi jegyzőkönyvi feljegyzés szerint: „1628-ban épült egy templom toronnyal, mely a mindent megemésztő idő érc-keze által leromboltatott.” Az 1628-ban épített régi templomot a Kátay család építtette. Ennek a templomnak a tornya (a harangláb) átépítéssel ma is megvan, és működik. Az 1699. és 1732. évi plébániaösszeírás arról tudósított, hogy volt Szilváson egy katolikus formára épített templom, amelyet a reformátusok használnak. Az 1769. évi egyházlátogatás jegyzőkönyve hozzáfűzte, hogy a szentéllyel még ekkor is rendelkező igen régi templomon kívül van itt a reformátusok birtokában egy harangláb is, amelyet ugyancsak a katolikusok építettek. A régi templomot (a harangláb kivételével) fennállásának 204. évében, 1832-ben veszélyessége miatt lebontották. A falu lakói egy időre templom nélkül maradtak. Az egyik egyházi jegyzőkönyv így írt erről a helyzetről: „A falu mellett volt egy szénarakodó az uraság használatába, oda jár a szilvási nép imádkozni öt év leforgása alatt.” A templom nélkül maradt reformátusok kérelemmel fordultak a település akkori urához, gróf Keglevich Miklóshoz (1789-1847), hogy segítsen a templom felépítésében. A gróf az alábbi választ adta a reformátusok kérelmére:

„A hozzám intézett Instantiájokból megértettem a Helységnek közönségesen való óhajtásokat, az újonnan megépítendő Templomnak mentül előbb való hozzáfogatása iránt nem volt ez előttem feledékenységben, mert a régi templomnak omladékai csaknem mindennap reá emlékeztetnek. Ha látszaton is ezen építéshez való készüllet hallgatásba lenni, mert az által nem egészen volt az meg szüntetve, mert még ugyan az 1824/25 esztendőül ált az kocsmájának árenda pénze nálam depenálva vagyon és így esztendenként számítva 250 VC forintokat hat esztendőre esik 1500 VC ft. Készen vagyon mintegy 100.000 tégla, 600 kila oltott mész, ezen noha elegendők nem lesznek az építéshez. Azonban annak kezdetére elegendőknek lenni ítélem, de a szükség is kényszerít a hozzáfogatásához, mert a régi templom minden órában leomlással fenyeget. Legelőször tekintvén a régi Templomnak alkalmatlan helyheztetését, a meredek parton –az újonnan építendő Templomot az úgy nevezett NS kert, és Boros János kertjének egy résziben felállítani kívánom-, de mivel ez Kegyelmeteknek a Superintendentiára bejeleni szükséges, tehát ez iránt kérjék meg a Tiszteletes Urat, hogy ez iránt a szükséges lépéseket megtenni ne terheltetne. Holnap reggel a bírák közül ketten és a kurátor 10 órakor jelenjenek meg a Nemes kertben a hol a Templom helyet fel fogjuk mérni és egyengetése végett a lakosok közt kiosztani, mely egyengetésnek mi helyt az idő engedi meg kell történni. A lakosoknak pedig ezennel rendeltessék, hogy minden fertály házhelyt bíró ember köteles lészen a mai naptól számítva egy esztendőnek leforgása alatt három kis ölkövet a Dobogó bányából behordani az a hely színén ölbe rakni, és a további rendelkezéseket mindenkor az Eklesin Kurátorához fogom intézni a ki iránt való engedelmeskedést a lakosságnak elrendelem
”

– Készült Veresháznál Februárius 13-dik napján 1832-ik esztendőben.
, 'G. Keglevich Miklós s.k.”

A legtöbb szakirodalmi mű szerint az építkezés 1837-ben kezdődött. Kiss György - aki 1848 és 1863 között volt Szilvás református lelkésze - azt írta, hogy az új templom építése 1836. június 20-án kezdődött el. A négy oszlopos klasszicista stílusú körtemplomot minden valószínűséggel Povolny Ferenc tervezte. Az ő tervei alapján építették 1812-1817 között a pétervásári neogótikus kéttornyú templomot, és 1810-ben ő tervezte Szarvaskőn az ugyancsak kör alaprajzú templomot. Bizonyos feltételezések Packh János vagy Hild József nevéhez kötik a tervet. A gróf Keglevich Miklós segítségével, a falu népének közmunkájával, 40 ezer ezüst forint költséggel épült templom 1840. augusztus 23-ra készült el. Ekkor még hiányzott belőle a belső berendezés. Makai Ádám lelkész kérésére a gróf segített a belső berendezés előteremtésében is. Keglevich Miklós Pestről 300 db „bikkfa karos székeket hozatott”. Ezek a székek azonban nem feleltek meg az istentiszteletek céljára, így az egyház a bánfalvi erdőből 33 darab gerendának való tölgyfát hozatott, és ezekből Müller Mátyás helybeli asztalos elkészítette a templom ülőhelyeit, a padokat. A templom végleges elkészültének dátuma: 1842. január 16.
Kiss György, Szilvás református lelkésze így írt az új templom elkészültéről:

„Még 1840ik évbe felépült a szilvási református keresztyének uj temploma, de még nem tartottak benne istentiszteletet. Nem adott helyt az istentiszteletnek a régi templom. Lerontotta ezt maga az Egyház, a mint az uj építéséhez fogott. Noha nem az ó helyén épült az uj, kövét fel használták az építők, csak fundamentuma maradt meg. Mert a ráfordított munkát, akaratot meg hiúsította a szorossan öszvetartó alap. Nem lehetett ki ásni. Végre be temettetett földdel, egy kies tér alakult e hellyen, most füvet terem, a templom fundusához tartozik.”

Valószínű, hogy a katolikus gróf azért építtetett templomot a reformátusoknak, mert a gróf és Pyrker János László (1772-1847) egri érsek között konfliktus lehetett. A feltehetően katolikus templomnak épülő istenházát a gróf az érsek bosszantására adta át a reformáció híveinek. Állítólag az ő kérésére került a templom homlokzatára a (ma is látható) következő felirat: „Szégyenüljenek meg a faragott képeknek minden szolgái”. Kettejük nézeteltérésének legvalószínűbb oka az 1833-ban és az azt követő években zajló nagy politikai küzdelmek sorozata volt. Heves vármegye örökös főispánja a mindenkori egri érsek volt. A vármegyei tisztújítások és követválasztások az 1830-as években Pyrker-Keglevich párharccá váltak. A szóbeszéd szerint a két férfi ellenségeskedése annyira elfajult, hogy az érsek állítólag megtiltotta, hogy politikai ellenfelét halála után a vármegye területén az egyházmegye papjai búcsúztassák. A legélesebb konfliktus Egerben, az 1833. október 22-re meghirdetett részleges tisztújítás és követválasztás alatt történt.

„Már a választást megelőző napokban zajos volt az élet Egerben, hol Kállay mellett tüntettek. Midőn 21-én délután a tiszai ellenzék Schneé Pál, Recsky András, Puky Miklós, Borbély Tamás, Sághy László vezetése alatt nemzeti színű zászlókkal beért a városba, szemben találta magát a fehér zászlós gyöngyösi Kállay-párttal. Az összecsapás néhány pillanat műve lehetett.(…) Az Oroszlán-vendéglőben tartózkodó Keglevich, hírét hallván a véres verekedésnek, báró Orczy István kíséretében párthíveivel odasietett, de vesztére, mert az ókávéházban levő Kállay-párti ványai nemesek megtámadták őket. Keglevich hívei erre ostrom alá vették a kávéházat. Egy ember halálosan, három súlyosan megsérült.
Másnap reggel Keglevich hívei - megelőzvén a leittasodott Kállay-pártot - elfoglalták a közgyűlés termét és a folyosókat, s az ablakon kidugván a Ragályi nevével ellátott nemzeti zászlókat, folyton őt éljenezték. Az utcára szorult Kállay-párt köveket hajigált a zászlókra, a teremben levők pedig székdarabokat dobáltak le, törtek-zúztak s három érsek-főispán arczképét tönkretették…”

Egy másik elmélet szerint gróf Keglevich Miklós barátja volt gróf Butler Jánosnak (1773-1845). Butler János 1792. február 5-én, 19 éves korában kötött házasságot Dőry Katalinnal. A fiatalok három év múlva, 1795-ben már mindkettő hibájából a kassai szentszék ítélete alapján ágytól-asztaltól elválasztattak. Butler évi 1200 Ft tartásdíjat volt köteles fizetni külön élő feleségének, 35 éven át. Butler, hogy a tartásdíjtól és gyermektelen feleségétől szabaduljon, 1831-ben, 58 éves korában indította meg házassága felbontására irányuló perét, de sikertelenül. 1833-ban Butler János és Dőry Katalin válóperes tárgyalásán Egerben jelen volt gróf Keglevich Miklós is, ahol Butler János jogos kérelmét a római katolikus egyház bírái elutasították. Lehetséges, hogy ekkor hasonlott meg a gróf a római katolikus egyház tanaiban, és emiatt lett a reformátusoké a templom.
Van még egy lehetőség a templom építtetésével kapcsolatban. A Gál Gyula (1919-2000) tanár, helytörténész által fellelt (fentebb már idézett) levél alapján a gróf kezdettől a reformátusoknak szánta a templomot. Ezzel kapcsolatosan érdemes idézni néhány sort Pataky Dezső (1938-1995) újságíró 1979-es Gál Gyuláról szóló cikkéből: „A néphit ugyanakkor azt tartja, hogy az építtető, Keglevich Miklós gróf, eredetileg a római katolikus egyháznak szánta a templomot, hiszen maga is r. kat. vallású volt, aztán mikor összekülönbözött Pyrker egri érsekkel, a templomot dacból a református egyháznak adta. Gál Gyula addig búvárkodott a lelkészi hivatal iratai között, míg ráakadt arra a régi egyházi jegyzőkönyvre, Keglevich gróf hiteles levelére, amely félreérthetetlen magyarázatot szolgáltat arra, hogy a templom eleve a reformátusoknak készült, s egyben az építés körülményeit is tisztázza.”
Az újonnan elkészült templomba bevezették a székrendszert. Ez azt jelentette, hogy az istentisztelet idején mindenki a pénzéért megváltott helyen ült: a gazdagok elől, a szegények hátul, még akkor is, ha sokan voltak, és szorongtak, kényelmetlenül ültek. A székrendszer szabályai: a lányok a fehér padokba a belső oszlopok között, a presbiterek, illetve idős emberek a szószéktől balra és jobbra, míg az asszonyok a szószék előtti két padsorban ültek. A karzatra kerültek a fiatal emberek és a gyerekek. A lelkész ülőhelye mellett balra, a templom építtetőjének és családjának volt a helye. Gál Gyula szerint a grófi család kétszer sem volt a templomban.
1931-ben renoválták először a templomot. Gál Gyula kutatásai alapján tudjuk, hogy az akkor beteg Hubay Mihályt (Szilvásvárad református lelkésze 1912-1946) helyettesítő Szűcs Ferenc sárospataki tanár kezdeményezésére, és a lakosság áldozatos anyagi hozzájárulásával, illetve közmunkájával valósult meg a felújítás.
2001-ben kezdődött a templom tetőszerkezetének a felújítása. 2004-re helyreállították a templom kupoláját, ezzel befejeződött a tetőrekonstrukció.
2014-ben megújult a templom külső homlokzata, felújításra kerültek a nyílászárók és az előtető is.

## A templom művészettörténete

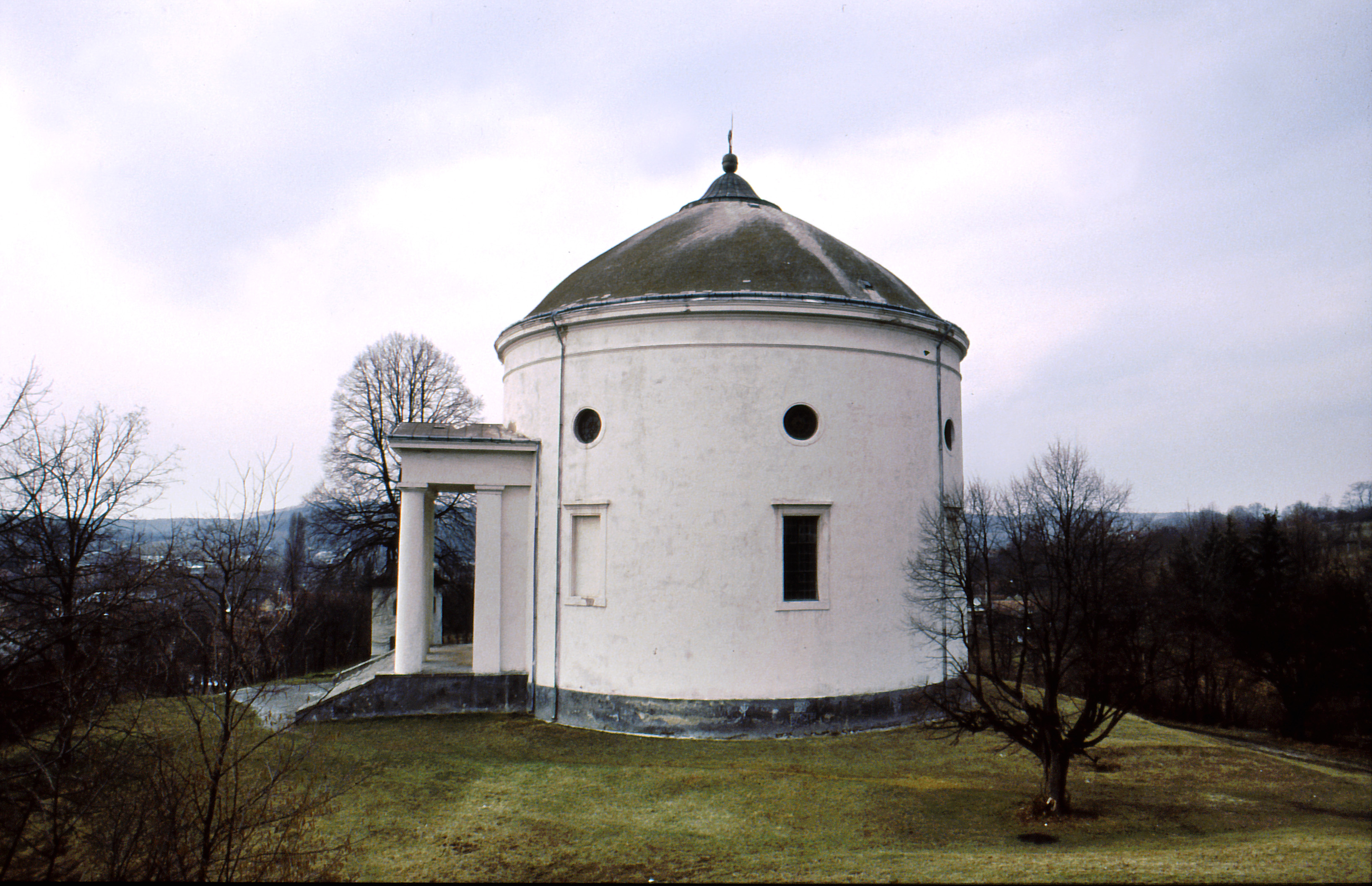
Szilvásvárad Református kerektemploma

Szilvásvárad Pantheon-típusú (a Pantheon az ókori építészet egyik legjelentősebb alkotása Róma központjában, a hengeres főépület előtt oszlopcsarnok áll tizenhat, gránitból készült korinthoszi oszloppal) klasszicista református körtemplomát kupolával borított egyszerű, masszív henger alkotja négyoszlopos, timpanonos portikusszal, belülről magas oszlopokra helyezett, körbefutó karzattal. A templom építtetője gróf Keglevich Miklós (1789-1847) volt, aki mint Szilvásvárad földesura, katolikus létére pompás templomot építtetett református vallású jobbágyai számára. Ő vásárolta meg a pesti Kálvin téri református gyülekezetnél őrzött úrvacsorakelyhet, Szentpéteri József pesti ötvösmester 1811-ben készített remekét az új templom számára. A Keglevich család és az egri érseki aula közötti ellentét Szilváson is megnyilatkozott, mégpedig nemcsak abban, hogy kihívóan nagyszabású templomot kaptak a reformátusok, hanem az építész személyének kiválasztásában is. A Pétervásárán már jó munkát nyújtó Povolny Ferenc (1777-1847) egri építőmester megbízása természetesnek tartható, mert olyan mestert talált a Keglevich család Povolnyban, akiben Szilvásváradon megbízhatott. Povolny Ferencet az egri érsekség a fontosabb munkáknál mellőzte, uradalmi építésze ekkor Zwenger József volt. Éppen ez kényszerítette Povolnyt, hogy érvényesülését máshol keresse. Tagja lett a pesti, a debreceni céhnek is, bár előbb Egerben már a polgári kőműves- és ácsmesterek céhmesterének választották. A szilvásváradi templom előzményének a Szarvaskő számára készített klasszicista körtemplom 1810-ben benyújtott tervét tekintik, amelynek portikusza (külső oldalán oszlopokkal vagy pillérekkel határolt, hátoldalán épülethez kapcsolódó fedett folyosó, előcsarnok), belső oszlopelrendezése, a kupolaboltozat elegáns kazettázata alapján őt a magyar klasszicista építészet egyik úttörő tehetségének tartják. Személyének a szilvásváradi templom tervezőjével és építészével történt azonosítása így nyilvánvaló, a hiányzó forrásanyagot az akkori történelmi szituáció és műveinek stíluselemzése pótolja. A szakirodalom által feltételezett mesterek: Packh János (1796-1839) és Hild József (1789-1867) az építkezés időpontja, illetve az egri érsekkel való szoros kapcsolatuk miatt nehezen illeszthetők a szilvásváradi templom építéstörténetébe.
Jellege: dombon álló, klasszicista körtemplom.
A templom külső részének jellemzése: kör alaprajzú hengeres építmény, homlokzatához széles 12 fokos lépcsősor vezet. A homlokzat előtt 4 sima törzsű dór oszlop. Merészen kiugró párkány, illetve alacsony timpanon (ablak- és ajtózáradék felett alkalmazott díszítések megnevezése). A portikusz belső homlokzati falsíkját kétoldalt egy-egy párkányos sarokpillér között három magas, egyenes záródású kapu tagolja. A homlokzati falsík párkánya felett mélyített mezőben felirat:
SZÉGYENÜLJENEK MEG A FARAGOTT KÉPEKNEK MINDEN SZOLGÁI:
XCVII. ’SOLTÁR, 7’VERS 1840
Körben a templomon sima lábazat, oldalain három-három szemöldökpárkányos, szalagkeretes ablak, illetve váltakozva vakablak. Valamennyi fölött egy-egy kerek világítóablak. Fönt gyűrűs párkány, majd tagolt ereszpárkány. Zsindellyel fedett, ívelt vonalú kupolájának csúcsán bádoggal fedett lapos hagymasisak, tetején urna csillaggal.
A templom belsejének ismertetése: nagyszabású — kupolaboltozatos, kör alakú — belső tér. A falakat körben enyhe kiülésű párkányba futó 16 pillér támasztja, amely a kupola párkányát is tartja. Előttük körbefutó lépcsőzeten 16, dór fejezetes oszlop áll, lemeztagjain körbefutó tagolt párkány. A lapos kupola középpontjában abronccsal körülvett kisebb kupola található.
A templom berendezése:
Szószék: henger alakú, épített kő, gyűrűs, párkányos testtel. A templommal egykorú.
Padok: tölgyfából faragott egyszerű, klasszicista fapadok.
Orgonaház: háromszakaszos, faragott fa, részben aranyozott díszekkel. Neoreneszánsz.
Úrasztala: nyolcszögletes, pilléres lábazattal, hasonlóan kialakított lappal. Faragott tölgyfából. 19. század eleje.
Úrasztali terítő: az ezüstszállal hímzett fekete selyem úrasztali terítőt a szilvási gróf bátyjának felesége, Keglevich Gáborné, született Sándor Matild hímezte, és 1843-ban ajándékozta az egyháznak. Természetesen a grófnő is katolikus vallású volt, mely tényt a szilvási gróf levelében a következőképpen magyarázta: „…fogadják el egyházukban – ezen kézimunkáját – oly pápista nőtől, aki az Istent –nem faragott képekben, hanem megfoghatatlan munkálatában bámulja…”
A templom a kupolán levő csillagig közel 35 méter magas. Belseje 20 méter falmagasságú, körerkélyes, átmérője 22 méter, vakolt kupolaboltozatos, 220 ülőhellyel rendelkezik.